# Ulica Stefana Okrzei we Włocławku
Ulica Stefana Okrzei – Znajduje się w centralnej części miasta, jest ważną ulicą Włocławka – ma ponad 2,4 km.
Zaczyna się na Placu Powstania Styczniowego, kończy w dzielnicy Zazamcze. Na całej długości jest szeroką, dwujezdniową, czteropasmową arterią. Okrzei jest częścią drogi krajowej nr 91.
Przy Okrzei znajduje się wiele ciekawych obiektów, m.in.:
- Dworzec Główny